# غاري براندنر
غاري براندنر (بالإنجليزية: Gary Brandner)‏ (31 مايو 1933، سولت سانت ماري في الولايات المتحدة - 22 سبتمبر 2013، رينو في الولايات المتحدة)؛ كاتب سيناريو وروائي أمريكي.

## روابط خارجية
- غاري براندنر على موقع IMDb (الإنجليزية)
- غاري براندنر على موقع أول موفي (الإنجليزية)
- غاري براندنر على موقع قاعدة بيانات الأفلام السويدية (السويدية)
- غاري براندنر على موقع قاعدة بيانات الفيلم (الإنجليزية)
- غاري براندنر على موقع كينوبويسك (الروسية)